# Гатка
Гатка (в.-пандж. ਗਤਕਾ) — боевое искусство Пенджаба. Изначально Гатка произошла из древнего индийского знания о войне — Шастра Видье. Гатка практиковалась сикхами в XVII—XIX веках в боевых столкновениях.
Гатка начинает свою историю с гуру Хара Гобинда, сына и преемника гуру Арджана Дэва, который был казнен в 1606 году императором Джахангиром, и считается первым мучеником веры сикхов. Рассказывают, что Гуру Харгобинд носил на поясе два меча «Мири» и «Пири» — как символы духовной силы и светской власти.
Гатка предусматривает возможность ведения поединка против нескольких противников одновременно. Для этого оружие держится как в правой, так и в левой руке. Поскольку сикхи практически всегда были в меньшинстве, была разработана система, позволявшая вести бой на протяжении длительного времени. Методы включали в себя как физическую закалку, так и специальные медитации.
Основа гатки — пантра (от слова pa-tantra, или идеальная тантра — взаимодействие с противником) — танец воинов, усиливающий внимание и способность к концентрации.
После вторжения англичан в Индию гатка претерпела значительные изменения, вплоть до запрета использования некоторых техник. Однако основу гатки англичане использовали в качестве системы фехтования для сухопутных войск. Сейчас Гатка является в Индии национальным видом спорта и часто демонстрируется на показательных выступлениях.
Основных видов оружия в гатке 3:
1. Палка (шест) — до 3 метров в длину.
2. Главное оружие — меч, сабля.
3. Щит

Кроме того, воины могут использовать до 40 видов другого оружия: топор — табар; двухсторонний меч — кханда; метательный круг — чакра; боевой браслет, он же символ веры, — кара; учебное оружие — марати; нож — кирпан; и т. д.